# Amphineurus superbus
Amphineurus superbus là một loài ruồi trong họ Limoniidae. Chúng phân bố ở miền Australasia.